# Volin
Vsevolod Michajlovič Ėjchenbaum (in russo: Всеволод Михайлович Эйхенбаум), detto Volin (Волин) o, in grafia francese, Voline (Tichvin, 11 agosto 1882, 29 luglio del calendario giuliano – Parigi, 18 settembre 1945) è stato un anarchico, scrittore, poeta e sindacalista russo, attivo a livello internazionale, soprattutto in Francia.
Conosciuto per aver elaborato la teoria del sintetismo anarchico, durante la rivoluzione russa del 1905 fu tra i fondatori del primo Soviet di San Pietroburgo. Inoltre combatté in Ucraina al fianco dei seguaci di Nestor Machno, rompendo violentemente con i bolscevichi, e fu incaricato di scrivere il manifesto della Confederazione anarchica Ucraina del "Nabat", con l'intento di unificare le diverse anime anarchiche ucraine entro un'unica organizzazione, dando un contributo notevole all'anarco-sindacalismo.

## Biografia

### La famiglia
Vsevolod Michajlovič Ėjchenbaum nacque a Tichvin, nei pressi di Novgorod, al secolo parte del territorio di San Pietroburgo, in Russia, l'11 agosto del 1882 da un'agiata famiglia ebraica (suo padre e sua madre erano entrambi medici).
Dopo il liceo (studia francese e tedesco) ed aver iniziato gli studi di diritto a San Pietroburgo, a partire dal 1904 rompe ogni legame con i genitori, abbandona gli studi ed entra a far parte del Partito Socialista Rivoluzionario Russo.

### La domenica di sangue del 1905
Inizialmente si occupa di organizzare corsi e formare culturalmente i militanti rivoluzionari:
«Volin investe tutta la forza della sua natura idealista nella nuova causa. Organizza gruppi di studi per i lavoratori, fonda una biblioteca ed elabora un programma di formazione, guadagnandosi da vivere dando lezioni private.»(Paul Avrich)
Il 21 gennaio 1905, è insieme ai 30 000 manifestanti, in maggioranza operai, che marciano sul Palazzo d'Inverno reclamando la liberazione di tutti i rivoluzionari imprigionati, migliori condizioni di lavoro, la cessione delle terre ai contadini e la soppressione della censura. L'esercito, per paura di violenze popolari, apre il fuoco sui manifestanti: le cifre ufficiali parlano di 96 morti e 333 feriti (quelle non ufficiali riportano invece il numero di 4000 morti). Questa repressione passerà alla storia come «domenica di sangue», contribuendo comunque allo sviluppo di uno spirito rivoluzionario che esploderà poi nel 1917.
Il 22 gennaio 1905, egli è tra i fondatori del primo soviet di San Pietroburgo, costruito per venire in aiuto alle vittime. Rifiuta la presidenza perché sosteneva che essa dovesse spettare ad un lavoratore e non a un intellettuale. Risale a quest'epoca l'utilizzo dello pseudonimo di Volin.
Nel novembre 1906 prende parte all'insurrezione nell'isola di Kronštadt. Fermato ed arrestato, viene deportato in Siberia, da dove poi riuscirà a fuggire ed a raggiungere la Francia nel 1907.

### In Francia e Stati Uniti: anarchia e antimilitarismo
Dopo aver frequentato i circoli socialisti rivoluzionari russi di Parigi, si avvicina all'anarchismo attraverso la lettura di Pierre-Joseph Proudhon, Bakunin e Kropotkin. Intorno al 1911 frequenta i circoli libertari e si unisce al gruppo creato da Apollon Karelin, vicino alle idee di Kropotkin. All'approssimarsi della guerra, partecipa alle attività antimilitariste del «Comitato d'azione internazionale contro la guerra e e la propaganda militarista».
Nel 1916, con la prima guerra mondiale in atto, si è apertamente schierato contro il Manifesto dei Sedici (anarchici in favore della guerra, tra cui Kropotkin e Grave) insieme, tra gli altri, ad Errico Malatesta, Alexander Berkman, Rudolf Rocker e Ferdinand Domela Nieuwenhuis.
Poco dopo, nell'ambito di un mandato d'arresto emesso contro la sua persona per la sua opposizione alla guerra, lascia la moglie e quattro figli e si rifugia illegalmente negli Stati Uniti. Qui milita nel gruppo denominato «Unione degli operai russi», collaborando inoltre al settimanale anarco-sindacalista «Golos Trouda». Negli USA tiene conferenze su vari argomenti inerenti al sindacalismo e all'anarchia a Detroit, Pittsburgh, Cleveland e Chicago.
Nel mese di aprile del 1917, a New York, incontra Lev Trockij, con cui aveva già avuto altri contatti in Russia e in Francia, dove come lui era stato vittima di un decreto d'espulsione nel 1916.

### Ritorno in Russia: critiche ai bolscevichi e lotta a fianco della Machnovščina
Il 4 gennaio 1917, a Parigi, nasce il terzo dei suoi figli, Léo Eichenbaum (Léo Voline), che seguirà la stessa strada libertaria del padre. Nello stesso anno, dopo la caduta dello Zar, Voline ritorna in Russia, dove con Aleksandr Šapiro fa ricomparire il settimanale Golos Trouda. Con questo ed altri organi manifesta criticamente l'operato del bolscevismo, denunciando per esempio che lo slogan «Tutto il potere ai soviet» era stato in sostanza trasformato in «Tutto il potere ai dirigenti del partito» :

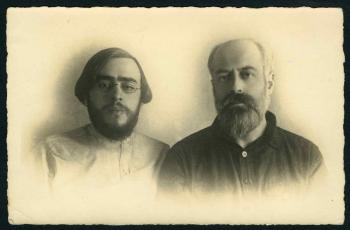
Con Senja Flešin nel 1917.

«I bolscevichi, una volta consolidato e legalizzato il potere, come tutti i socialisti statalisti che credono nella direzione centralizzata e autoritaria, comincia a dirigere la vita del paese e del popolo dall'alto [...] I bolscevichi hanno sviluppato un'autorità politica e un apparato statale che schiaccerà ogni opposizione con pugno di ferro.»
Violentemente contrario al trattato di Brest-Litovsk, trascorre qualche tempo a Mosca, dove declina l'offerta dei bolscevichi di prendere la direzione nazionale dell'istruzione. Tornato in Ucraina, partecipa alla fondazione della Confederazione anarcosindacalista Nabat e del suo omonimo organo propagandistico.
Dal 12 al 18 novembre partecipa a Kursk alla prima conferenza che riuniva tutte le anime anarchiche d'Ucraina. Al convegno vi trova Pëtr Aršinov, Aaron e Fanja Baron, Senja Flešin, Mark Mračnyj, Grigorij Gorelik, Nikolaj Dolenko, Jefim Jarčuk e Ol'ha Taratuta. È proprio lui ad essere incaricato di redigere una sintesi anarchica, cioè una dichiarazione comune che riunisse tutte le tendenze sindacaliste, collettive e individualiste in seno alla stessa organizzazione.
Dal 2 al 7 aprile 1919, a Elizabetgrad (attuale Kirovograd), partecipa al primo congresso della Nabat. Con l'accentuarsi della carica autoritaria bolscevica e la soppressione della libertà di stampa, nel 1919 decide di aggregarsi al movimento libertario di Nestor Machno, occupandosi dell'istruzione e della cultura, prima di venir nominato responsabile del consiglio militare insurrezionale.
Vittima del tifo si reca a Mosca per curarsi, ma è fermato e arrestato all'inizio del 1920. Liberato nell'ottobre 1920, è poi nuovamente fermato il 24 dicembre (vigilia del congresso dello "Nabat"). Grazie ad uno sciopero della fame intrapreso da una decina di anarchici (tra cui Maksimov e Flešin) e all'inatteso intervento dei delegati sindacali europei, ritrova la libertà (dopo che era stato condannato a morte da Lev Trockij).

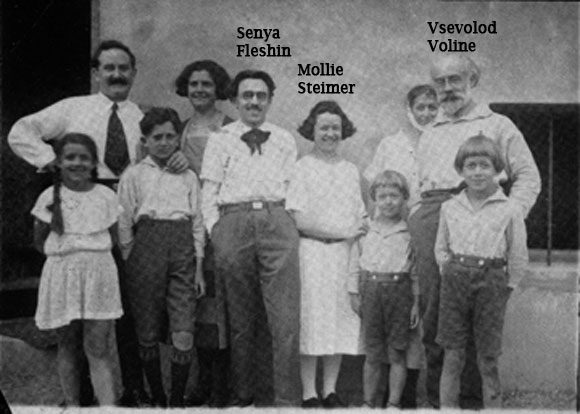
Gruppo di militanti anarchici, Voline a destra, senza dubbio in Francia negli anni '30.

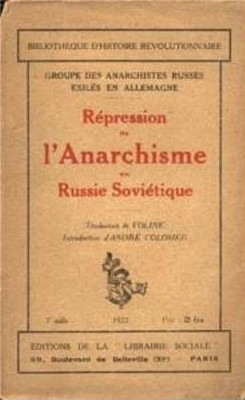
Répression de l'anarchisme en Russie soviétique, 1923

### Germania e Francia: propagandista, traduttore ed editore
Fuorilegge in Russia, raggiunge Berlino nel 1922, dove si aggrega ai sindacalisti della FAUD, fonda il giornale in lingua russa «L'Operaio anarchico» (sottotitolato «giornale d'espressione anarco-sintetista»), traduce il libro di Pëtr Aršinov sul movimento machnovista in Ucraina e scrive con Gorielik e Komoffdonne La repressione dell'anarchismo nella Russia sovietica (tradotto da Voline in francese nel 1923) che contiene una lista di 200 anarchici arrestati, fucilati, morti in prigione o deportati dal regime bolscevico.
Pubblica numerosi articoli sulla Russia nella Revue anarchiste di Sébastien Faure e su Le Libertaire. I suoi rapporti con Nestor Machno vengono messi in discussione dall'anarchica Ida Mett, che nel suo testo Souvenirs sur Nestor Makhno l'accusa di aver fatto sparire il diario biografico di Makhno subito dopo la sua morte.
Nel 1925 Voline si stabilisce in Francia e milita nel "Gruppo di studi sociali" (Groupe d'études sociales). Nel luglio 1926 partecipa insieme a Nestor Machno al congresso dell'"Unione anarchica".

### Sintetismo e piattaformismo
I militanti anarchici russi e ucraini (tra cui Machno, Mett, Aršinov, Goldsmith, Valesvskij e Linskij) fuggiti a Parigi durante gli anni 1920) per scampare alla repressione bolscevica, riuniti intorno alla pubblicazione del mensile «Dielo Trouda», svilupparono a metà degli anni venti una teoria anarco-comunista denominata Piattaforma dei Comunisti Anarchici (1926).
Pubblicata a Parigi sulle pagine di «Dielo Trouda» nel mese di giugno del 1926, viene tradotta in francese durante l'inverno seguente proprio da Voline che, paradossalmente, sarà poi il principale detrattore della “Piattaforma” con la sua Risposta alla Piattaforma pubblicata nell'aprile del 1927. Nel 1928, insieme a Sébastien Faure, elabora la teoria sintetista anarchica che mirava a superare le divisioni interne, sia teoriche che organizzative, del movimento anarchico:
«Con sintesi anarchica si designa una tendenza che è realizzata attualmente giorno nell'ambito del movimento libertario, che si fa attualmente largo in seno al movimento libertario, cercando di riconciliare ed in seguito sintetizzare le varie correnti che dividono questo movimento in molte frazioni, più o meno ostili, le une contro le altre. Si tratta in fondo di unificare, in parte, la teoria ed anche il movimento anarchico in un insieme armonioso, ordinato e finito. Io dico: “in parte”, poiché naturalmente, la concezione anarchica non potrebbe, non dovrebbe mai diventare rigida, immutabile e stagnante. Deve restare flessibile, viva, ricca di idee e di tendenze varie. Ma elasticità non deve significare confusione. E, d'altra parte, tra immobilità e oscillazione, esiste uno stadio intermedio. È precisamente questo stadio intermedio che la sintesi anarchica cerca di precisare, fissare e delineare».

### L'Unione sovietica come "fascismo rosso"
Nei suoi scritti prosegue la denuncia dei misfatti bolscevichi: nel novembre 1927, Voline redige per il Comitato Internazionale di Difesa Anarchica la brochure Comme au temps des tsars. L'exil et la prison, parfois la mort contre les meilleurs révolutionnaires («Come ai tempi dello zar. L'esilio e la prigione, talvolta la morte contro i migliori rivoluzionari»).

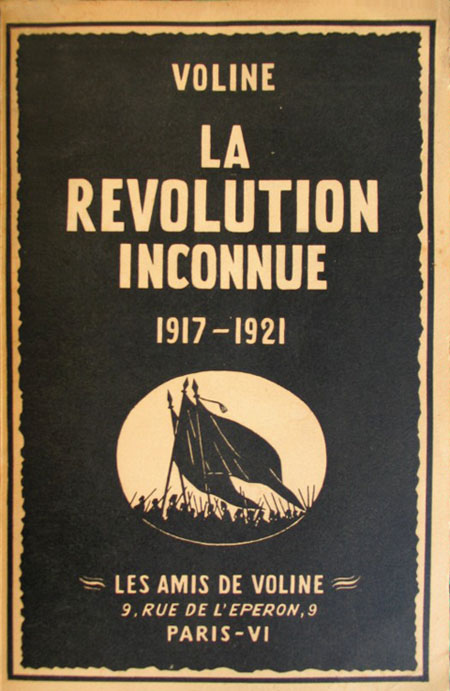
La Révolution inconnue, 1947.

Insieme a Faure, nel 1930 entra a far parte del gruppo di redazione de L' Enciclopedia anarchiste (Enciclopedia anarchica).
Il 7 febbraio 1931, per Le Libertaire, pubblica un dossier, Sous la botte de Staline («Sotto il tallone di Stalin»), in cui denuncia l'arresto dei militanti anarchici in URSS. Nel 1934, in Le fascisme rouge («Il fascismo rosso»), pubblicato sotto l'egida del solito Comitato di Difesa nella rivista Ce qu'il faut dire di Hem Day a Bruxelles, definisce questo nuovo concetto: 
In un altro suo testo, La Révolution inconnue («La Rivoluzione sconosciuta»), dichiarerà: «Stalin non è caduto dalla luna. Stalin e lo stalinismo non sono altro che la logica conseguenza di un'evoluzione preliminare e preparatoria, lo stesso risultato di un terribile errore, un'involuzione negativa della Rivoluzione. Sono stati Lenin e Trockij - vale a dire, il loro sistema - che hanno preparato il terreno che ha generato Stalin. Avviso a tutti coloro che hanno sostenuto Lenin, Trockij e altri, ed adesso inveiscono contro Stalin: oggi raccolgono quel che hanno seminato!». Nonostante le critiche a Trockij, ciò non gli impedirà di manifestare il suo dissenso contro l'espulsione del comunista dalla Francia.

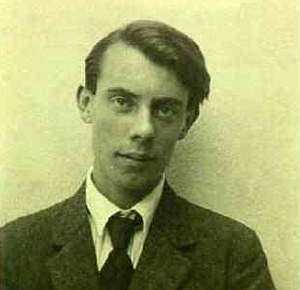
André Prudhommeaux

### Voline e la massoneria
Il 27 gennaio 1930 Voline entra nella massoneria e viene iniziato nella loggia Clarté del Grande Oriente di Francia a Parigi. Nel 1939 si affilia alla loggia La Parfaite Union a Marsiglia.
Nel 1931, la Revue Anarchiste, pubblica su alcuni suoi numeri il dibattito sulla compatibilità o meno tra anarchismo e massoneria. Volin interviene nella discussione con queste parole: 

### La rivoluzione spagnola, la FA e la lotta al nazi-fascismo
Dopo aver pronunziato l'orazione funebre al funerale di Nestor Machno, a partire dal 1935 si rapporta frequentemente all'anarchico André Prudhommeaux, con cui condivide l'idea sintetista anarchica. Nel 1936 (15-16 agosto) partecipa alla creazione " Federazione Anarchica Francese" (FA), animando inoltre il gruppo Synthèse anarchiste («Sintesi anarchica») e collaborando ai giornali L'Espagne nouvelle e Terre libre, dove critica la partecipazione degli anarchici al governo durante la rivoluzione spagnola che gli varrà la dura condanna della CNT-FAI.

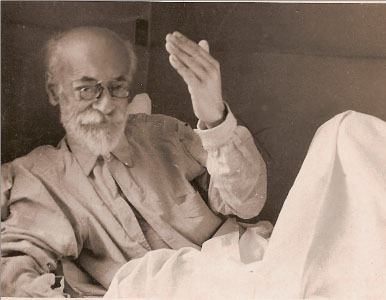
Voline nel 1945

Nel 1938, inizia a scrivere la sua opera maggiore: La Révolution inconnue. Nel 1939 si trasferisce a Marsiglia, dove vive in condizioni di estrema povertà come testimoniato dal suo amico Victor Serge dopo una visita. Minacciato, dopo il 1940, dai nazi-fascisti sia come anarchico che come ebreo, nonostante le difficoltà non rinuncia alla sua militanza libertaria. Frequenta André Arru, con cui costituisce, nel 1941, il "Gruppo anarchico internazionale" che pubblicava anche il giornale clandestino La Raison, l'unica rivista anarchica sotto occupazione nazista. Il gruppo riuniva antifascisti francesi, tedeschi, italiani, spagnoli, un russo e un ceco (Joseph Sperck). Il 3 agosto 1943, sfugge all'arresto durante una retata che decima il suo gruppo (André Arru viene invece arrestato) 
.

### La morte
Ammalatosi di tubercolosi, nel marzo del 1945 viene ricoverato in ospedale. Il 25 maggio seguente è dimesso ed ospitato a Marsiglia dai rifugiati spagnoli. In agosto ritorna a Parigi con suo figlio Léo per essere nuovamente ospedalizzato al Laennec.
Voline muore il 18 settembre 1945. Cremato, le sue ceneri riposano non lontano dalla tomba di Nestor Machno.
Nel 1947, Jacques Doubinsky e la neo-costituita "Associazione degli amici di Voline" pubblica postumo un manoscritto dell'anarchico col titolo di La Révolution inconnue («La rivoluzione sconosciuta»). Nel 1986, La Révolution inconnue è riedita, approfondita da nuove conclusioni ritrovate da suo figlio Leo Voline.